# 氯丹
氯丹（英語：Chlordane）又稱可氯丹，是有机氯杀虫剂的一种，為深琥珀色黏性液體，具有類似松柏的氣味。通常以混合物的形態存在，其主成份氯丹佔60%，另外含有結構類似的雙環五碳雙烯化合物，帶有六到九個氯原子不等。氯丹不溶於水，可与煤油以任何比例混合，也溶於大部分的有機溶劑，在高溫或鹼性的環境下會分解。在結構上有順式 (cis-)、反式 (trans-)兩種異構物（分別稱為β-氯丹，α-氯丹）。β-氯丹 (順式)的毒性是α-氯丹的十倍。氯丹对昆虫有接触和胃毒作用；對哺乳類動物有毒，對鼠類的口服LD50值為225-590mg/kg；可從皮膚吸收。